# Gulpudrad fältmätare
Gulpudrad fältmätare (Entephria flavicinctata) är en fjärilsart som beskrevs av Hübner ca 1808. Gulpudrad fältmätare ingår i släktet Entephria och familjen mätare. Enligt den finländska rödlistan är arten sårbar i Finland. Arten är reproducerande i Sverige. Artens livsmiljö är fjällklippor, block- och stenmarker. Inga underarter finns listade i Catalogue of Life.

## Bildgalleri

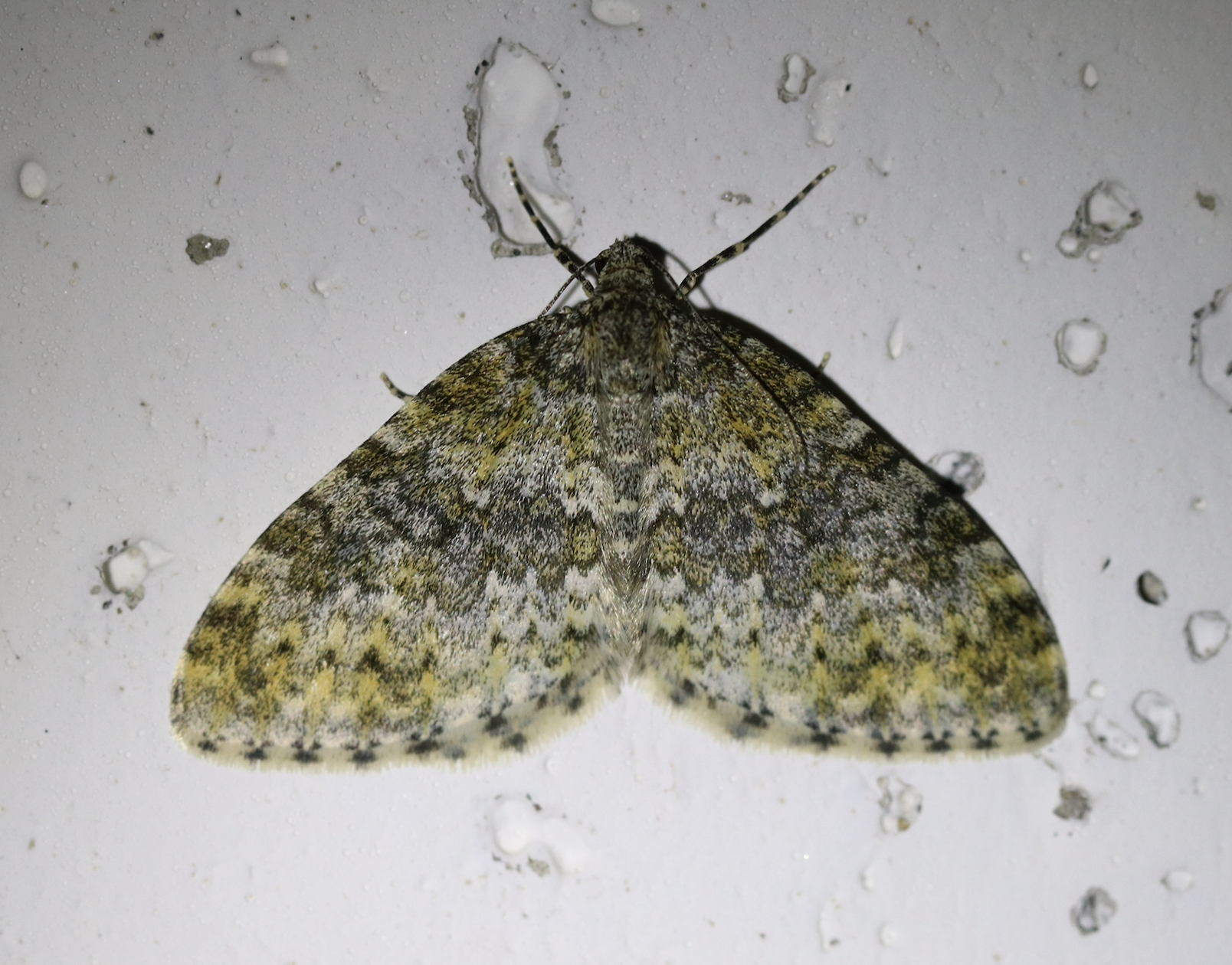
Imago fjäril.
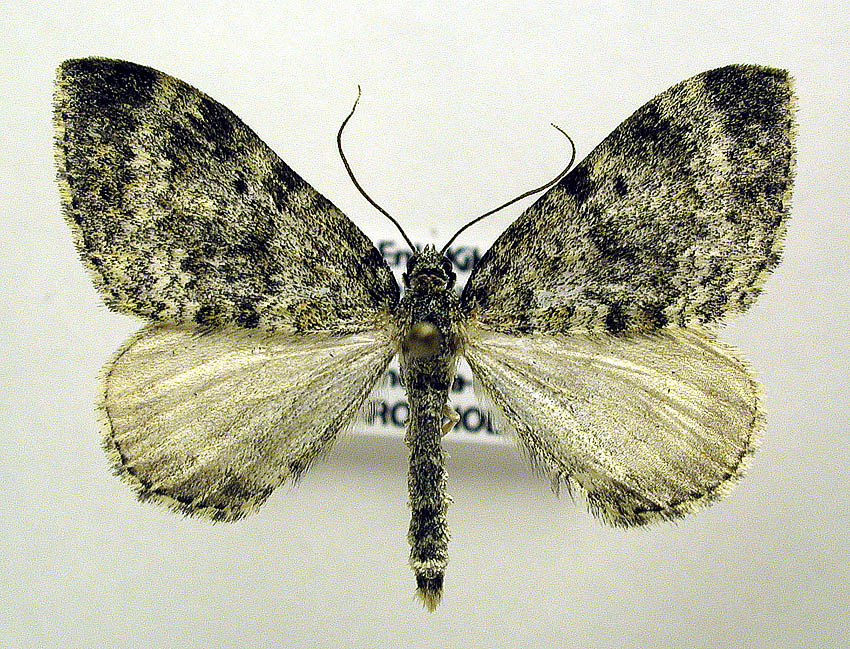
Preparerad (uppnålad) imago fjäril.